# Barnby in the Willows
Barnby in the Willows – wieś w Anglii, w hrabstwie Nottinghamshire, w dystrykcie Newark and Sherwood. Leży 31 km na północny wschód od miasta Nottingham i 177 km na północ od Londynu.